# 印度腔棘鱼属
印度腔棘鱼属（学名：Indoceolacanthus）是一属已灭绝的肉鳍鱼。在印度西龙查东南约30公里处的博拉伊格德姆石灰岩脊的Pranhita Godavari山谷中，发现了Kota组下侏罗统的河流沉积物。这幅全息图保存在印度统计研究所的博物馆里。